# AVS Futebol SAD
AVS Futebol SAD is een Portugese voetbalclub uit Vila das Aves.

## Geschiedenis
De club werd op 5 mei 2023 opgericht als afsplitsing van UD Vilafranquense. Vanwege de slechte staat van het Campo do Cevadeiro speelde die club 50 kilometer verder in Rio Maior. De aparte rechtsvorm Sociedade Anónima Desportiva (SAD), waarin het profvoetbal was ondergebracht, splitste zich af van de club en beiden gingen na het seizoen 2022/23 uit elkaar. De SAD ging verder als AVS Futebol SAD en nam de uitingen en faciliteiten van het failliete CD Aves over. UD Vilafranquense ging verder op het zevende niveau.
De thuiswedstrijden worden in het Estádio do CD das Aves gespeeld, dat plaats biedt aan 6.230 toeschouwers. De clubkleuren zijn rood en wit. In het seizoen 2023/24, de eerste na de oprichting, begon de club te spelen in de Liga Portugal 2 en promoveerde meteen, na het winnen van de play-offwedstrijden tegen Portimonense SC, naar de Primeira Liga.

## Eindklasseringen
| Seizoen   | №  | Clubs | Divisie         | Duels | Winst | Gelijk | Verlies | Doelsaldo | Punten | Tsch |
| --------- | -- | ----- | --------------- | ----- | ----- | ------ | ------- | --------- | ------ | ---- |
| 2023-2024 | 3  | 18    | Liga Portugal 2 | 34    | 20    | 4      | 10      | 47-31     | 64     |      |
| 2024-2025 | 16 | 18    | Primeira Liga   | 34    | 5     | 12     | 17      | 25-60     | 27     |      |

## Bekende (oud-)spelers
- Fernando Ferreira Fonseca (2023–)
- Nenê (2023–)
- Guillermo Ochoa (2024–)
- Lucas Piazón (2024–)

FC Alverca ·
FC Arouca ·
AVS ·
Benfica ·
Sporting Braga ·
Casa Pia · 
Estoril-Praia · 
Estrela Amadora ·
Famalicão ·
Gil Vicente ·
Moreirense ·  
Nacional ·
FC Porto · 
Rio Ave ·
Santa Clara · 
Sporting CP · 
Tondela · 
Vitória Guimarães